# باتمان: المقاتل ذو الرداء
باتمان: المقاتل ذو الرداء (بالإنجليزية: Batman: Caped Crusader)‏ مسلسل رسوم متحركة تلفزيوني أمريكي وهو مبنيٌّ على شخصية قصص دي سي المصورة باتمان. المسلسل من تطوير بروس تيم وتم عرضه لأول مرة في 1 أغسطس 2024، على أمازون برايم فيديو، يقدم العمل إعادة تصور أكثر قتامةلأسطورة باتمان، مع التركيز على بروس واين الشاب خلال المراحل الأولى من حياته المهنية في مكافحة الجريمة في مدينة جوثام، مستوحى من قصص باتمان في الأربعينيات والستينيات.
هاميش لينكلاتير يؤدي صوت باتمان/بروس واين. يستكشف المسلسل موضوعات الفساد والجريمة في إطار زمني معين. تم الإعلان عن المشروع لأول مرة في مايو 2021. وأشاد النقاد بنبرته الناضجة وتصويره المعقد للبطل الخارق، مما جعله متميزًا عن أعمال باتمان الأخرى.

## المقدمة
باتمان: المقاتل ذو الرداء يعيد تصور أسطورة باتمان مع التركيز على الجوانب التحقيقية للشخصية. تدور أحداث المسلسل في مدينة جوثام المظلمة والمخيفة، مستوحاة من قصص باتمان من أربعينيات وستينيات القرن العشرين، يقدم المسلسل بروس واين الشاب (بصوت هاميش لينكليتر) في المراحل الأولى من حياته المهنية في مكافحة الجريمة. يستكشف صراعه ضد الفساد والجريمة المتفشية في المدينة، بما في ذلك قوة شرطة فاسدة ومدينة مليئة بحرب العصابات. على عكس الإصدارات السابقة، يؤكد العمل على نغمة قاتمة ومزاجية، حيث غالبًا ما يأخذ باتمان دوراً ثانوياً بينما تتولى شخصيات أخرى، بما في ذلك الاقتباسات الجديدة للأشرار الكلاسيكيين مثل كاتوومان (بصوت كريستينا ريتشي) وكلايفيس (بصوت دان دونوهو)، وحلفاء مثل باربرا جوردون (بصوت كريستال جوي براون)، أدوارًا أكثر بروزًا. يقدم المسلسل نظرة أكثر واقعية وأقل بريقاً لشخصياته مع دمج لمسات جديدة ومتنوعة للأدوار الكلاسيكية.